# Мовчан Олександр Андрійович
Олександр Андрійович Мовчан  (нар. 24 березня 1932, Нова Ушиця — пом. 20 вересня 2006) — радянський і український актор театру і кіно. Заслужений артист України (2002).

## Біографія
Закінчив Київський державний інститут театрального мистецтва ім. І. Карпенка-Карого (1961).
У 1961—1966 рр. та 1971—2006 р. — актор Київської кіностудії ім. О. П. Довженка.
У 1966—1971 рр. — актор театру Групи Радянських військ в Німеччині.
У кіно дебютував в 1960 році в картині «Кров людська — не водиця».
Був членом Національної Спілки кінематографістів України.
Помер 20 вересня 2006 р. в Києві.

## Фільмографія
Знявся у фільмах:
- «Кров людська — не водиця» (1960, козак)
- «У мертвій петлі» (1962, Васильєв)
- «Закон Антарктиди» (Саричев)
- «Три доби після безсмертя» (1963, Романчук)
- «Наймичка» (1963, улан)
- «Поїзд милосердя» (1964, Огородников)
- «Гадюка» (1965, епіз.)
- «Інспектор карного розшуку» (1971, «Інтелігент»)
- «Адреса вашого дому» (1972, епіз.)
- «Нічний мотоцикліст» (1972, Жарков)
- «День моїх синів» (1972, Вадим, син Руднєва)
- «Таємниця предків» (1972, Петро Опарін)
- «Сімнадцятий трансатлантичний» (1972, епіз.)
- «Абітурієнтка» (1973, бандит)
- «Як гартувалася сталь» (1973)
- «Дума про Ковпака» (1973—1976, Безпалов)
- «Яка у вас посмішка» (1974, Ігор Петрович; Свердловська кіностудія)
- «Літо в Журавлиному» (1974, Ярош)
- «Велике протистояння» (1974, Павло Іванович, кінооператор)
- «Острів юності» (1976, Михайло Антонович — роль озвучив актор Павло Морозенко)
- «Доля барабанщика» (1976, Грачковський)
- «Зустрінемося біля фонтану» (1976, бригадир; Свердловська кіностудія)
- «За п'ять секунд до катастрофи» (1977, Нокс)
- «Облога» (1977, Гринцевич)
- «Син чемпіона» (1978, Лавреньов)
- «Дощі по всій території» (1978, Андрій Басалига, тракторист)
- «Дізнайся мене» (1979, начальник будівництва)
- «Ти тільки не плач» (1979, Юлій В'ячеславович, директор школи)
- «Ти пам'ятаєш» (1979, В'язников; Свердловська кіностудія)
- «Чекаю і сподіваюсь» (1980, епіз.)
- «Мужність» (1980, Тарас Ілліч)
- «Від Бугу до Вісли» (1980)
- «Під свист куль» (1981, Федір Федорович)
- «Кожен третій» (1981, партизан)
- «Високий перевал» (1981, ксьондз)
- «Інспектор Лосєв» (1982, інспектор)
- «Якщо ворог не здається…» (1982, Селіванов)
- «Таємниця корабельного годинника» (1983, Сіньков)
- «Твоє мирне небо» (1984, Мітін)
- «Одиниця з обманом» (1984, тато Дмитрухи)
- «Перемога» (1984, американський військовий)
- «Батальйони просять вогню» (1985, епіз.)
- «Контрудар» (1985, епіз.)
- «За покликом серця» (1985, епіз.)
- «Вклонись до землі» (1985, Матвій)
- «Викуп» (1986, Дрейєр)
- «Червоні черевички» (1986, епізод)
- «Наближення до майбутнього» (1986, директор заводу)
- «Наїзники» (1987)
- «Українська вендета» (1990)
- «Війна на західному напрямку» (1990, Качалов)
- «Чудо в краю забуття» (1991, Сімон Левайда)
- «Кров за кров» (1991, Павло Харитонович Железняков)
- «Іван Федоров» (1991)
- «Заручники страху» (1993)
- «Слід перевертня» (2001)
- «Повернення Мухтара-3» (2006)
- «Солодкі сни» (2006) та ін.